# Most
Most (în germană Brüx) este un oraș de pe râul Bilina cu 67805 de locuitori (2006) situat în districtul Most, regiunea Ústí nad Labem din Cehia.

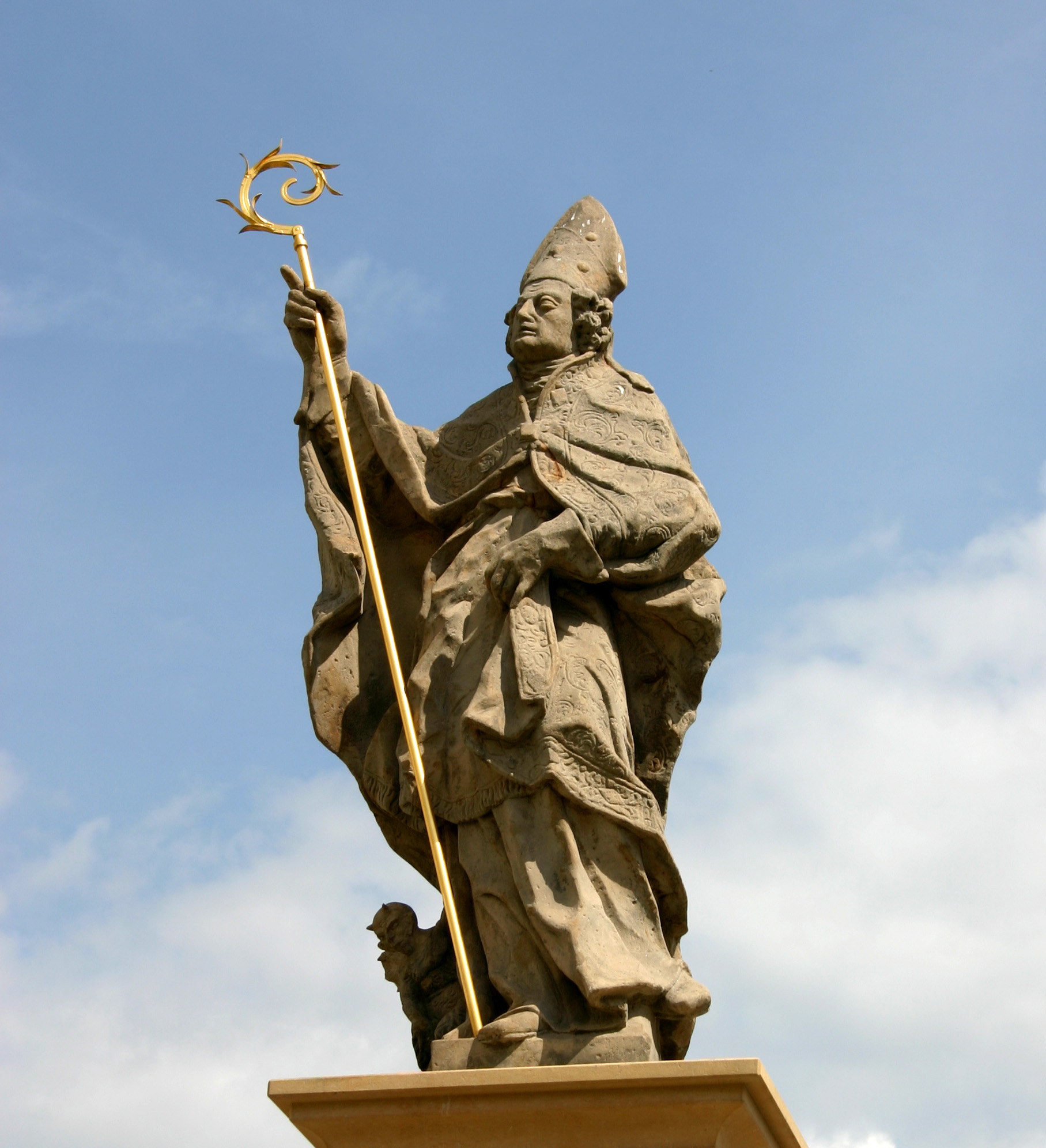
Monumentul Sfântului Procopie din Most

## Personalități născute aici
- Josef Masopust (1931 - 2015), fotbalist;
- Olga Fikotová-Connolly (1932 - 2024), atletă americană.